# Gran Premio d'Austria 2003
Il Gran Premio d'Austria 2003 è stato un Gran Premio di Formula 1 disputato il 18 maggio 2003 al circuito A1-Ring di Zeltweg. La gara fu vinta da Michael Schumacher su Ferrari, davanti a Kimi Räikkönen su McLaren - Mercedes ed al compagno di squadra Rubens Barrichello. Dal 2004 il Gran Premio d'Austria esce di scena per 11 anni sino al 2014, con Nico Rosberg alla vittoria.

## Vigilia

### Aspetti sportivi
Il Gran Premio d'Austria non fu confermato nel calendario per il campionato mondiale di Formula 1 2004, dopo sette edizioni consecutive disputate a partire dal 1997. La decisione fu motivata ufficialmente con il divieto di pubblicità per le industrie produttrici di sigarette che sarebbe entrato in vigore l'anno seguente. 
Il Gran Premio d'Austria tornò ad essere disputato 11 anni più tardi, a partire dal Campionato mondiale di Formula 1 2014.

### Aspetti tecnici
La Renault fu la scuderia che portò più novità sulla propria vettura, montando una versione evoluta del motore più potente di 25 cavalli rispetto alla precedente ed un nuovo alettone anteriore con il profilo principale rialzato ai lati. Le altre scuderie si limitarono a degli affinamenti aerodinamici.

## Prove libere

### Resoconto
Nella sessione di test privati del venerdì mattina la Renault confermò la presenza del collaudatore Allan McNish, che aveva già girato anche nelle gare precedenti.

### Risultati
I tempi migliori nelle prove libere di venerdì mattina furono i seguenti:
| Pos | Nº | Pilota           | Costruttore        | Tempo    |
| --- | -- | ---------------- | ------------------ | -------- |
| 1   | 5  | David Coulthard  | McLaren - Mercedes | 1'08"836 |
| 2   | 7  | Jarno Trulli     | Renault            | 1'08"944 |
| 3   | 15 | Antônio Pizzonia | Jaguar - Cosworth  | 1'08"961 |

I tempi migliori nelle prove libere di sabato mattina furono i seguenti:
| Pos | Nº | Pilota             | Costruttore    | Tempo    |
| --- | -- | ------------------ | -------------- | -------- |
| 1   | 2  | Rubens Barrichello | Ferrari        | 1'09"241 |
| 2   | 3  | Juan Pablo Montoya | Williams - BMW | 1'09"301 |
| 3   | 1  | Michael Schumacher | Ferrari        | 1'09"331 |

## Qualifiche

### Resoconto
Michael Schumacher conquistò la pole position con appena quattro centesimi di vantaggio su Räikkönen. Il pilota tedesco commise un errore nel primo settore, facendo però segnare i tempi migliori negli altri due. In seconda fila si piazzarono Montoya ed il sorprendente Heidfeld, qualificatosi con una vettura relativamente scarica di carburante. Barrichello fece segnare il quinto tempo, precedendo Trulli, Button, Pizzonia, Fisichella e Ralf Schumacher.
Coulthard si dovette accontentare della quattordicesima posizione, mentre Alonso compì un fuoripista che compromise irreparabilmente la sua prestazione finale. Il pilota della Renault dovette schierarsi in ultima fila davanti al solo Verstappen, fermato da un guasto al cambio nel corso del giro cronometrato.

### Risultati
| Pos | No | Pilota                | Costruttore        | Pneumatici | Venerdì     | Sabato      | Distacco |
| --- | -- | --------------------- | ------------------ | ---------- | ----------- | ----------- | -------- |
| 1   | 1  | Michael Schumacher    | Ferrari            | B          | 1'07"908    | 1'09"150    |          |
| 2   | 6  | Kimi Räikkönen        | McLaren - Mercedes | M          | 1'08"978    | 1'09"189    | +0"039   |
| 3   | 3  | Juan Pablo Montoya    | Williams - BMW     | M          | 1'08"839    | 1'09"391    | +0"241   |
| 4   | 9  | Nick Heidfeld         | Sauber - Petronas  | B          | 1'09"479    | 1'09"725    | +0"575   |
| 5   | 2  | Rubens Barrichello    | Ferrari            | B          | 1'08"187    | 1'09"784    | +0"634   |
| 6   | 7  | Jarno Trulli          | Renault            | M          | 1'09"450    | 1'09"890    | +0"740   |
| 7   | 17 | Jenson Button         | BAR - Honda        | B          | 1'08"831    | 1'09"935    | +0"785   |
| 8   | 15 | Antônio Pizzonia      | Jaguar - Cosworth  | M          | 1'09"024    | 1'10"045    | +0"895   |
| 9   | 11 | Giancarlo Fisichella  | Jordan - Ford      | B          | 1'09"281    | 1'10"105    | +0"955   |
| 10  | 4  | Ralf Schumacher       | Williams - BMW     | M          | senza tempo | 1'10"279    | +1"129   |
| 11  | 20 | Olivier Panis         | Toyota             | M          | 1'09"764    | 1'10"402    | +1"252   |
| 12  | 16 | Jacques Villeneuve    | BAR - Honda        | B          | 1'08"680    | 1'10"618    | +1"468   |
| 13  | 21 | Cristiano da Matta    | Toyota             | M          | 1'10"370    | 1'10"834    | +1"684   |
| 14  | 5  | David Coulthard       | McLaren - Mercedes | M          | 1'08"947    | 1'10"893    | +1"743   |
| 15  | 10 | Heinz-Harald Frentzen | Sauber - Petronas  | B          | 1'10"055    | 1'11"307    | +2"157   |
| 16  | 12 | Ralph Firman          | Jordan - Ford      | B          | 1'11"171    | 1'11"505    | +2"355   |
| 17  | 14 | Mark Webber           | Jaguar - Cosworth  | M          | 1'08"512    | 1'11"662    | +2"512   |
| 18  | 18 | Justin Wilson         | Minardi - Cosworth | B          | 1'11"056    | 1'14"508    | +5"358   |
| 19  | 8  | Fernando Alonso       | Renault            | M          | 1'09"680    | 1'20"113    | +10"963  |
| 20  | 19 | Jos Verstappen        | Minardi - Cosworth | B          | 1'10"894    | senza tempo | -        |

## Gara

### Resoconto
Per ben due volte di seguito la procedura di partenza dovette essere interrotta a causa di Da Matta, sulla cui vettura si verificò un problema al launch control che causò lo spegnimento del motore. Durante la seconda procedura di partenza rimase fermo sulla griglia anche Frentzen, incapace di riavviare la propria vettura e quindi costretto al ritiro. Finalmente, al terzo tentativo, la partenza si svolse regolarmente: Michael Schumacher mantenne la testa della corsa, mentre Montoya sopravanzò Räikkönen e Barrichello superò Heidfeld. Partì molto bene anche Pizzonia, che si portò in sesta posizione. In fondo allo schieramento, però, Verstappen ebbe un problema con il sistema automatico di partenza, rimanendo fermo sul rettilineo principale. Non essendo possibile spostare la vettura del pilota olandese, la direzione gara fece entrare in pista la safety car. Quando la vettura di sicurezza si fece da parte, al termine del quinto giro, non ci furono sorpassi nelle prime posizioni. La prima serie di pit stop fu aperta da Heidfeld nel corso del 13º passaggio. Poco dopo alcune gocce di pioggia cominciarono a cadere sul circuito senza causare particolari imprevisti, con l'eccezione di un lungo di Schumacher, che costò al pilota tedesco una buona parte del vantaggio accumulato sugli inseguitori, e di un testacoda di Trulli. Montoya fu il primo pilota del gruppo di testa a rifornire, tornando ai box al 20º giro. Il colombiano fu imitato una tornata più tardi da Barrichello, il cui pit stop fu rallentato da un problema con il bocchettone del carburante, che si bloccò facendogli perdere una decina di secondi.
Michael Schumacher continuò a condurre davanti a Räikkönen e Button. I tre rientrarono ai box contemporaneamente, nel corso del 23º passaggio. Mentre però l'inglese ed il finlandese ripartirono senza problemi, durante il pit stop di Schumacher si verificarono nuovamente problemi con l'apparecchiatura di rifornimento: della benzina fuoriuscì dal bocchettone a causa di una valvola difettosa, finendo sugli scarichi roventi e prendendo fuoco. L'incendio, di entità piuttosto lieve, venne spento rapidamente e il ferrarista poté ripartire, perdendo però diversi secondi. Grazie a questo inconveniente Montoya passò in testa davanti a Räikkönen, Michael Schumacher, Button, Barrichello, Alonso (non ancora fermatosi ai box) e Ralf Schumacher. Il colombiano fu, però, costretto al ritiro nel corso della 32ª tornata per il cedimento del motore BMW. Nello stesso momento Schumacher, nettamente più veloce del rivale, superò di forza Räikkönen, portandosi di nuovo in testa alla corsa. Tre giri più tardi Barrichello sopravanzò Button, conquistando la terza posizione e cominciando a rimontare su Räikkönen. Più indietro, Villeneuve e Coulthard compirono diversi sorpassi, risalendo fino al sesto ed al settimo posto; davanti a loro si trovava Ralf Schumacher, che lamentava però problemi con l'usura delle gomme. Michael Schumacher rifornì per la seconda ed ultima volta nel corso del 42º passaggio, tornando in pista dietro a Räikkönen e Barrichello. Il brasiliano recuperò il gap che lo divide dal rivale, che effettuò la sua seconda sosta al 49º giro. Il pilota brasiliano rifornì a sua volta un giro più tardi, cedendo il comando della gara al compagno di squadra e rientrando in pista in terza posizione.
Villeneuve precipitò nelle retrovie dopo un imprevisto durante la sosta ai box che gli costò oltre un minuto. In testa alla corsa Michael Schumacher amministrò tranquillamente il proprio vantaggio, mentre Räikkönen dovette guardarsi sempre più da Barrichello, che negli ultimi giri lo raggiunse. Gli attacchi del brasiliano risultarono, però, infruttuosi e il pilota della McLaren conservò la seconda posizione, chiudendo la gara dietro a Michael Schumacher. Button ottenne un ottimo quarto posto, precedendo Coulthard, Ralf Schumacher, Webber, autore del terzo giro più veloce in gara dopo quelli dei ferraristi, e Trulli, che chiuse la zona punti.

### Risultati
| Pos         | No | Pilota                | Costruttore        | Pneumatici | Giri | Tempo/Ritiro e posizione al ritiro/Media oraria | Partenza | Punti |
| ----------- | -- | --------------------- | ------------------ | ---------- | ---- | ----------------------------------------------- | -------- | ----- |
| 1           | 1  | Michael Schumacher    | Ferrari            | B          | 69   | 1h24'04"888 - 213.003 km/h                      | 1        | 10    |
| 2           | 6  | Kimi Räikkönen        | McLaren - Mercedes | M          | 69   | +3"362                                          | 2        | 8     |
| 3           | 2  | Rubens Barrichello    | Ferrari            | B          | 69   | +3"951                                          | 5        | 6     |
| 4           | 17 | Jenson Button         | BAR - Honda        | B          | 69   | +42"243                                         | 7        | 5     |
| 5           | 5  | David Coulthard       | McLaren - Mercedes | M          | 69   | +59"740                                         | 14       | 4     |
| 6           | 4  | Ralf Schumacher       | Williams - BMW     | M          | 68   | +1 giro                                         | 10       | 3     |
| 7           | 14 | Mark Webber           | Jaguar - Cosworth  | M          | 68   | +1 giro                                         | 17       | 2     |
| 8           | 7  | Jarno Trulli          | Renault            | M          | 68   | +1 giro                                         | 6        | 1     |
| 9           | 15 | Antônio Pizzonia      | Jaguar - Cosworth  | M          | 68   | +1 giro                                         | 8        |       |
| 10          | 21 | Cristiano da Matta    | Toyota             | M          | 68   | +1 giro                                         | 13       |       |
| 11          | 12 | Ralph Firman          | Jordan - Ford      | B          | 68   | +1 giro                                         | 16       |       |
| 12          | 16 | Jacques Villeneuve    | BAR - Honda        | B          | 68   | +1 giro                                         | 12       |       |
| 13          | 18 | Justin Wilson         | Minardi - Cosworth | B          | 67   | +2 giri                                         | 18       |       |
| Ritirato    | 11 | Giancarlo Fisichella  | Jordan - Ford      | B          | 60   | Alimentazione (10°)                             | 9        |       |
| Ritirato    | 9  | Nick Heidfeld         | Sauber - Petronas  | B          | 46   | Motore (14°)                                    | 4        |       |
| Ritirato    | 8  | Fernando Alonso       | Renault            | M          | 44   | Motore (8°)                                     | 19       |       |
| Ritirato    | 3  | Juan Pablo Montoya    | Williams - BMW     | M          | 32   | Motore (7°)                                     | 3        |       |
| Ritirato    | 20 | Olivier Panis         | Toyota             | M          | 6    | Sospensione (17°)                               | 11       |       |
| Ritirato    | 19 | Jos Verstappen        | Minardi - Cosworth | B          | 0    | Frizione                                        | 20       |       |
| Non partito | 10 | Heinz-Harald Frentzen | Sauber - Petronas  | B          | 0    | Frizione                                        | 15       |       |

## Classifiche dopo il GP

### Piloti
| Pos. | Pilota                | Punti |
| ---- | --------------------- | ----- |
| 1    | Kimi Räikkönen        | 40    |
| 2    | Michael Schumacher    | 38    |
| 3    | Rubens Barrichello    | 26    |
| 4    | Fernando Alonso       | 25    |
| 5    | David Coulthard       | 23    |
| 6    | Ralf Schumacher       | 20    |
| 7    | Juan Pablo Montoya    | 15    |
| 8    | Giancarlo Fisichella  | 10    |
| 8    | Jarno Trulli          | 10    |
| 10   | Jenson Button         | 8     |
| 11   | Heinz-Harald Frentzen | 7     |
| 12   | Mark Webber           | 4     |
| 13   | Jacques Villeneuve    | 3     |
| 13   | Cristiano da Matta    | 3     |
| 15   | Nick Heidfeld         | 1     |
| 15   | Ralph Firman          | 1     |

### Costruttori
| Pos. | Team               | Punti |
| ---- | ------------------ | ----- |
| 1    | Ferrari            | 64    |
| 2    | McLaren - Mercedes | 63    |
| 3    | Renault            | 35    |
| 3    | Williams           | 35    |
| 5    | Jordan - Ford      | 11    |
| 5    | BAR - Honda        | 11    |
| 7    | Sauber - Petronas  | 8     |
| 8    | Jaguar - Cosworth  | 4     |
| 9    | Toyota             | 3     |